# 3794 Sthenelos
A 3794 Sthenelos (ideiglenes jelöléssel 1985 TF3) egy kisbolygó a Naprendszerben. Carolyn Shoemaker fedezte fel 1985. október 12-én.